# Otto Schünemann
Pour les articles homonymes, voir Schünemann.
Le titre de cet article comprend le caractère ü. Quand ce dernier n'est pas disponible ou n'est pas désiré, le nom de l'article peut être représenté comme Otto Schuenemann.
Otto Schünemann (6 octobre 1891 à Bad Doberan - 29 juin 1944 à Pagost (be)) est un Generalleutnant allemand qui a servi au sein de la Heer dans la Wehrmacht pendant la Seconde Guerre mondiale.
Il a été récipiendaire de la croix de chevalier de la croix de fer avec feuilles de chêne. La croix de chevalier de la croix de fer et son grade supérieur, les feuilles de chêne, sont attribués pour récompenser un acte d'une extrême bravoure sur le champ de bataille ou un commandement militaire avec succès.

## Biographie
Le 1er octobre 1910, il s'engage comme sous-officier à Berlin dans le 3e régiment à pied de la Garde
Otto Schünemann est tué le 29 juin 1944 à Pagost (be) en Biélorussie durant l'opération Bagration. Otto Schünemann commandait le XXXIX. Panzerkorps depuis seulement 1 jour avant de se faire tuer, il remplaçait le précédent commandant, le General der Artillerie Robert Martinek tué le 28 juin 1944.

## Décorations
- Croix de fer (1914)
  - 2e classe
  - 1re classe
- Croix d'honneur
- Agrafe de la croix de fer (1939)
  - 2e classe
  - 1re classe
- Médaille du front de l'Est
- Croix de chevalier de la croix de fer avec feuilles de chêne
  - Croix de chevalier le 20 décembre 1941 en tant que Oberst et commandant du Infanterie-Regiment 184[1]
  - 339e feuilles de chêne le 28 novembre 1943 en tant que Generalleutnant et commandant de la 337. Infanterie-Division[2]
- Mentionné dans le bulletin radiophonique Wehrmachtbericht (3 juillet 1944)